# Bretteville-sur-Laize
Bretteville-sur-Laize és un municipi francès situat al departament de Calvados i a la regió de Normandia. L'any 2007 tenia 1.558 habitants.

## Demografia

### Població
El 2007 la població de fet de Bretteville-sur-Laize era de 1.558 persones. Hi havia 604 famílies de les quals 148 eren unipersonals (64 homes vivint sols i 84 dones vivint soles), 208 parelles sense fills, 216 parelles amb fills i 32 famílies monoparentals amb fills.
La població ha evolucionat segons el següent gràfic:
Habitants censats

### Habitatges
El 2007 hi havia 652 habitatges, 616 eren l'habitatge principal de la família, 6 eren segones residències i 30 estaven desocupats. 571 eren cases i 78 eren apartaments. Dels 616 habitatges principals, 359 estaven ocupats pels seus propietaris, 232 estaven llogats i ocupats pels llogaters i 25 estaven cedits a títol gratuït; 6 tenien una cambra, 34 en tenien dues, 117 en tenien tres, 185 en tenien quatre i 274 en tenien cinc o més. 418 habitatges disposaven pel capbaix d'una plaça de pàrquing. A 278 habitatges hi havia un automòbil i a 274 n'hi havia dos o més.

### Piràmide de població
La piràmide de població per edats i sexe el 2009 era:
| Homes | Edats   | Dones |
| ----- | ------- | ----- |
| 0     | 95 o +  | 4     |
| 0     | 90 a 94 | 0     |
| 4     | 85 a 89 | 24    |
| 0     | 80 a 84 | 20    |
| 8     | 75 a 79 | 24    |
| 40    | 70 a 74 | 20    |
| 32    | 65 a 69 | 48    |
| 24    | 60 a 64 | 52    |
| 40    | 55 a 59 | 32    |
| 56    | 50 a 54 | 40    |
| 48    | 45 a 49 | 36    |
| 48    | 40 a 44 | 56    |
| 56    | 35 a 39 | 36    |
| 56    | 30 a 34 | 80    |
| 72    | 25 a 29 | 52    |
| 36    | 20 a 24 | 60    |
| 56    | 15 a 19 | 28    |
| 64    | 10 a 14 | 48    |
| 52    | 5 a 9   | 56    |
| 56    | 0 a 4   | 60    |

## Economia
El 2007 la població en edat de treballar era de 974 persones, 728 eren actives i 246 eren inactives. De les 728 persones actives 664 estaven ocupades (354 homes i 310 dones) i 64 estaven aturades (28 homes i 36 dones). De les 246 persones inactives 93 estaven jubilades, 84 estaven estudiant i 69 estaven classificades com a «altres inactius».

### Ingressos
El 2009 a Bretteville-sur-Laize hi havia 652 unitats fiscals que integraven 1.659,5 persones, la mediana anual d'ingressos fiscals per persona era de 17.449 €.

### Activitats econòmiques
Dels 75 establiments que hi havia el 2007, 3 eren d'empreses extractives, 2 d'empreses alimentàries, 2 d'empreses de fabricació d'altres productes industrials, 8 d'empreses de construcció, 18 d'empreses de comerç i reparació d'automòbils, 4 d'empreses de transport, 7 d'empreses d'hostatgeria i restauració, 3 d'empreses financeres, 1 d'una empresa immobiliària, 5 d'empreses de serveis, 15 d'entitats de l'administració pública i 7 d'empreses classificades com a «altres activitats de serveis».
Dels 27 establiments de servei als particulars que hi havia el 2009, 1 era una oficina d'administració d'Hisenda pública, 1 gendarmeria, 1 oficina de correu, 2 oficines bancàries, 4 tallers de reparació d'automòbils i de material agrícola, 1 autoescola, 1 guixaire pintor, 2 fusteries, 2 electricistes, 1 empresa de construcció, 4 perruqueries, 5 restaurants, 1 agència immobiliària i 1 saló de bellesa.
Dels 11 establiments comercials que hi havia el 2009, 1 era un hipermercat, 1 una botiga de més de 120 m², 2 fleques, 3 carnisseries, 2 botigues de roba, 1 una botiga de roba i 1 una joieria.
L'any 2000 a Bretteville-sur-Laize hi havia 16 explotacions agrícoles que ocupaven un total de 946 hectàrees.

## Equipaments sanitaris i escolars
L'únic equipament sanitari que hi havia el 2009 era una farmàcia.
El 2009 hi havia una escola elemental. Bretteville-sur-Laize disposava d'un col·legi d'educació secundària amb 470 alumnes.

## Poblacions més properes
El següent diagrama mostra les poblacions més properes.